# 에이토쿠
에이토쿠(永徳, えいとく)는 일본 남북조 시대의 연호(元号) 중 하나이다. 북조에서 사용되었다.
- 전후 : 고랴쿠(康暦) 이후 - 시토쿠(至徳) 이전.
- 시기 : 1381년 ~ 1383년
- 천황
  - 북조 : 고엔유 천황, 고코마쓰 천황
  - 남조 : 조케이 천황, 고카메야마 천황
- 쇼군 : 무로마치 막부의 아시카가 요시미쓰

## 개원(改元)
- 고랴쿠 3년 2월 24일(율리우스력 1381년 3월 20일), 신유혁명에 해당해 개원.
- 에이토쿠 4년 2월 27일(율리우스력 1384년 3월 19일), 시토쿠로 개원된다.

## 서력과의 대조표
| 에이토쿠 | 원년      | 2년      | 3년      | 4년       |
| -------- | --------- | -------- | -------- | --------- |
| 서력     | 1381년    | 1382년   | 1383년   | 1384년    |
| 남조     | 고와 원년 | 고와 2년 | 고와 3년 | 겐추 원년 |
| 간지     | 신유      | 임술     | 계해     | 갑자      |

## 같이 보기
- 일본의 연호 일람
- 영덕(永德) : 발해의 연호(810년 ~ 812년). 제7대 왕 정왕의 치세 때에 사용되었다.

| 이전 고랴쿠 | 일본 북조의 연호 1381년 ~ 1384년 | 다음 시토쿠 |